# Parafia Świętych Cyryla i Metodego w Sandomierzu
Parafia Świętych Cyryla i Metodego – parafia prawosławna w Sandomierzu, w dekanacie Lublin diecezji lubelsko-chełmskiej.
Na terenie parafii funkcjonuje 1 cerkiew:
- cerkiew Świętych Cyryla i Metodego w Sandomierzu – parafialna

## Historia
Parafia prawosławna w Sandomierzu działała od 4 sierpnia 1866 do czasu bieżeństwa (sierpień 1915). 14 października 2012 wznowiono odprawianie nabożeństw, początkowo w kościele rzymskokatolickim przy ulicy Lwowskiej. Wiosną 2013 nabyto budynek przy ulicy Puławiaków 6, w którym urządzono cerkiew (obecnie już wyposażoną w ikonostas). Parafia została ponownie erygowana 24 czerwca 2013 przez arcybiskupa lubelskiego i chełmskiego Abla. Konsekracja cerkwi miała miejsce 30 czerwca 2013. Wierni (pochodzący w większości z Rosji i Ukrainy) zamieszkują m.in. Sandomierz, Mielec, Nisko, Stalową Wolę i Tarnobrzeg.

## Wykaz proboszczów
- od 2013 – ks. Marcin Chyl